# Campeonato Mundial de Ciclismo en Ruta de 2005

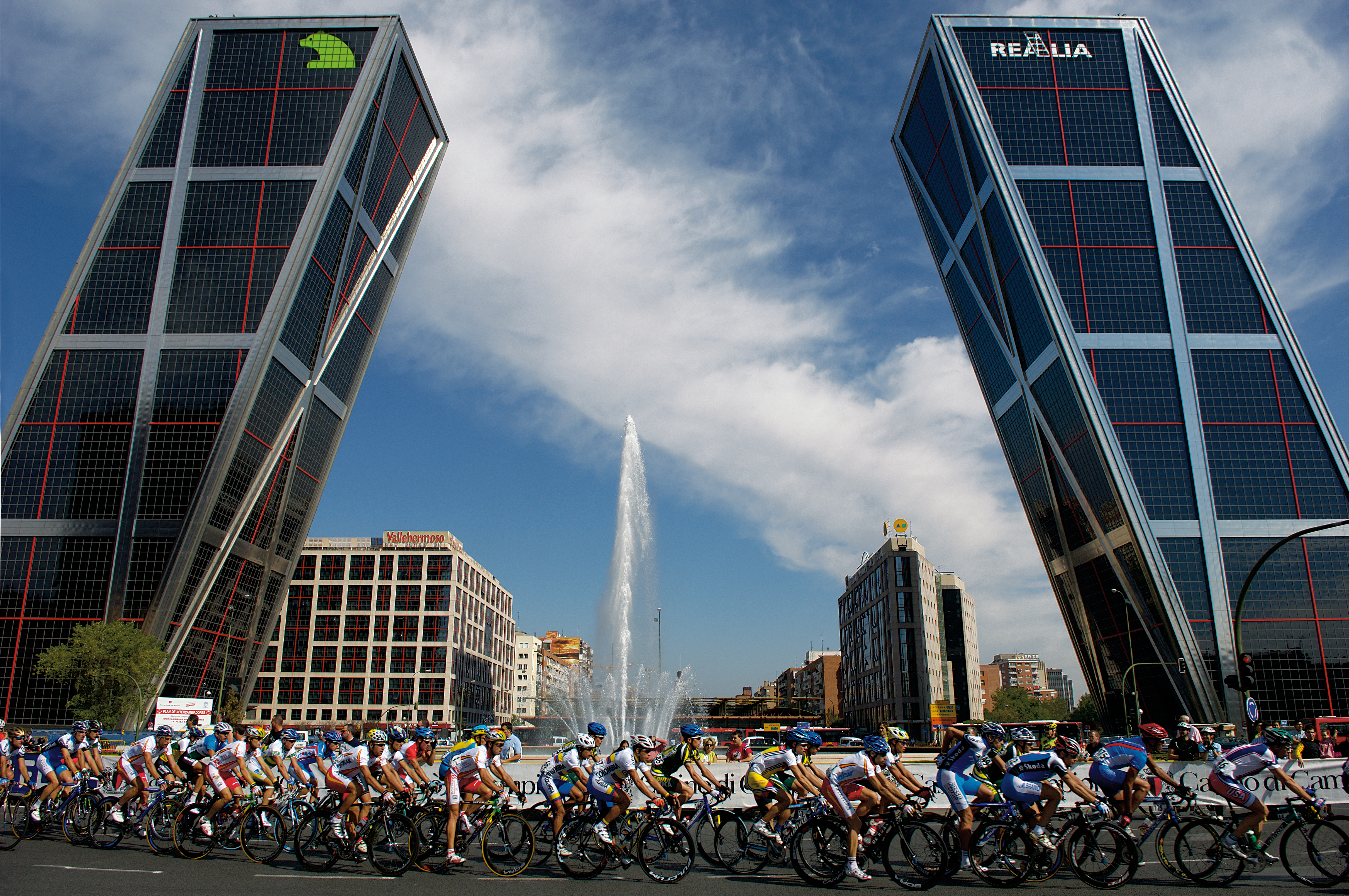
Carrera masculina a su paso por Plaza de Castilla y Puerta de Europa

El LXXII Campeonato Mundial de Ciclismo en Ruta se realizó en la ciudad de Madrid (España) entre el 20 y el 25 de septiembre de 2005, bajo la organización de la Unión Ciclista Internacional (UCI) y la Real Federación Española de Ciclismo (RFEC).
El campeonato constó de carreras en las especialidades de contrarreloj y de ruta, en las divisiones élite masculino, élite femenino y masculino sub-23; en total se otorgaron seis títulos de campeón.

## Calendario
| Día   | Hora*       | Evento                | Distancia |
| ----- | ----------- | --------------------- | --------- |
| 20.09 | 19:30-20:30 | Ceremonia de apertura | --        |
| 21.09 | 10:00-12:45 | Contrarreloj F        | 21,9 km   |
| 21.09 | 13:00-17:45 | Contrarreloj M Sub-23 | 37,9 km   |
| 22.09 | 13:00-17:45 | Contrarreloj M        | 44,1 km   |
| 23.09 |             | Descanso              |           |
| 24.09 | 09:00-12:45 | Ruta F                | 126 km    |
| 24.09 | 13:00-18:15 | Ruta M Sub-23         | 168 km    |
| 25.09 | 10:00-17:00 | Ruta M                | 273 km    |

- (*) – Hora local de Madrid (UTC+2, CEST)

## Resultados

### Masculino
- Contrarreloj

| Puesto | Ciclista            | País      | Tiempo   |
| ------ | ------------------- | --------- | -------- |
| Oro    | Michael Rogers      | Australia | 53:34,49 |
| Plata  | José Iván Gutiérrez | España    | 53:58,26 |
| Bronce | Fabian Cancellara   | Suiza     | 53:58,38 |

- Ruta

| Puesto | Ciclista           | País    | Tiempo  |
| ------ | ------------------ | ------- | ------- |
| Oro    | Tom Boonen         | Bélgica | 6:26:10 |
| Plata  | Alejandro Valverde | España  | 6:26:10 |
| Bronce | Anthony Geslin     | Francia | 6:26:10 |

### Femenino
- Contrarreloj

| Puesto | Ciclista          | País           | Tiempo   |
| ------ | ----------------- | -------------- | -------- |
| Oro    | Karin Thürig      | Suiza          | 28:51,08 |
| Plata  | Joane Somarriba   | España         | 28:56,88 |
| Bronce | Kristin Armstrong | Estados Unidos | 29:30,35 |

- Ruta

| Puesto | Ciclista          | País        | Tiempo  |
| ------ | ----------------- | ----------- | ------- |
| Oro    | Regina Schleicher | Alemania    | 3:08:58 |
| Plata  | Nicole Cooke      | Reino Unido | 3:08:58 |
| Bronce | Oenone Wood       | Australia   | 3:08:58 |

### Sub-23
- Contrarreloj

| Puesto | Ciclista         | País          | Tiempo   |
| ------ | ---------------- | ------------- | -------- |
| Oro    | Mijaíl Ignátiev  | Rusia         | 47:24,28 |
| Plata  | Dmytro Grabovsky | Ucrania       | 47:58,90 |
| Bronce | Peter Latham     | Nueva Zelanda | 48:01,61 |

- Ruta

| Puesto | Ciclista         | País      | Tiempo  |
| ------ | ---------------- | --------- | ------- |
| Oro    | Dmytro Grabovsky | Ucrania   | 3:56:23 |
| Plata  | William Walker   | Australia | 3:56:46 |
| Bronce | Yevgueni Popov   | Rusia     | 3:56:46 |

## Medallero
| Núm. | País           | Oro | Plata | Bronce | Total |
| ---- | -------------- | --- | ----- | ------ | ----- |
| 1    | Australia      | 1   | 1     | 1      | 3     |
| 2    | Ucrania        | 1   | 1     | 0      | 2     |
| 3    | Suiza          | 1   | 0     | 1      | 2     |
| 3    | Rusia          | 1   | 0     | 1      | 2     |
| 5    | Alemania       | 1   | 0     | 0      | 1     |
| 5    | Bélgica        | 1   | 0     | 0      | 1     |
| 7    | España         | 0   | 3     | 0      | 3     |
| 8    | Reino Unido    | 0   | 1     | 0      | 1     |
| 9    | Estados Unidos | 0   | 0     | 1      | 1     |
| 9    | Francia        | 0   | 0     | 1      | 1     |
| 9    | Nueva Zelanda  | 0   | 0     | 1      | 1     |
|      | TOTAL          | 6   | 6     | 6      | 18    |